# L'Abri
Pour l’article ayant un titre homophone, voir LaBRI.
Pour l'épisode de La Quatrième Dimension, voir Saison 3 de La Quatrième Dimension.
Pour plus de détails, voir Fiche technique et Distribution.
L'Abri est un film documentaire suisse réalisé par Fernand Melgar, sorti en 2014.
Le film montre le quotidien tragique au cœur de l'hiver d'un hébergement d’urgence pour sans-abri à Lausanne. Avec La forteresse et Vol spécial, le cinéaste clôt une trilogie consacrée à l'asile et l'immigration en Suisse. Comme pour ses précédents films, il est tourné en cinéma direct.
À sa sortie, le film suscite une polémique sur l'accueil d'urgence dans la capitale olympique. La municipalité lausannoise en majorité à gauche est prise à partie et mise face à ses contradictions. Mathilde Blottière dans Télérama écrit : « Le réalisateur montre à quelle vitesse la misère ronge, comme de l'acide, les liens entre les gens. Aux côtés de ces parias, Fernand Melgar instruit aussi le procès d'un pays fermé jusqu'au déni, crispé sur son confort, aveuglé par la peur ». 
Le film est présenté en première mondiale le 10 août 2014 au 67e Festival du film de Locarno. Il est salué par la critique et reçoit plusieurs prix internationaux. 
L'Abri est disponible en libre-accès sur internet .

## Synopsis
L'Abri suit les destins croisés de quelques migrants, en majorité des chômeurs européens et des Roms, à Lausanne où ils espèrent trouver une vie meilleure dans un pays encore épargné par la crise économique. Mais l’espoir cède à la désillusion : ces hommes et ces femmes, parfois accompagnés de leurs enfants, se retrouvent rapidement en grande précarité et sans logement. Après une journée harassante à errer dans la ville et trouver de quoi survivre, ces sans-abri doivent lutter le soir venu pour espérer dormir au chaud. À Lausanne, en plein hiver, ils sont plus de 200 à chercher un lit chaque nuit. Pour « limiter l’attractivité » de la ville, la Municipalité a décidé de brider l’accueil d’urgence à 100 places.
Chaque soir, les veilleurs de l'Abri PC, un des trois centres d’hébergement d'urgence, ont la lourde tâche de « trier les pauvres » : personnes âgées, femmes et enfants d’abord, hommes ensuite. Après une bousculade parfois violente, seuls 50 « élus » sont admis à pénétrer dans ce souterrain de la protection civile. Dans cette cour des miracles, les visages crispés se détendent. Le temps d’une nuit de répit, ils ont une collation, une douche et un lit propre. Entre les communautés s’établit une cohabitation qui produit des moments de joie et d’échange, mais aussi des tensions qui peuvent éclater à tout moment. 
Les autres, les refusés, savent que la nuit hivernale va être longue. Chassés par la police qui les réveille et les amende chaque fois qu'ils s’assoupissent dans un parc, un arrêt de bus ou une cage d’escalier, ces fantômes de la nuit transis de froid errent jusqu’au petit matin dans une ville qui aimerait voir ces hôtes indésirables disparaître au plus vite.

## Fiche technique
- Titre original : L'Abri
- Titre anglais : The shelter
- Réalisation, image, production : Fernand Melgar
- Prise de son : Elise Shubs
- Montage : Karine Sudan
- En coproduction avec : RTS - Unité Documentaire, SSR SRG
- Avec le soutien de : Office fédéral de la culture, fondation culturelle Suissimage, Cineforom
- ISAN : 0000-0003-A4CF-0000-0-0000-0000-3
- Distribution suisse : Fernand Melgar
- Distribution internationale : Catndocs.com
- Pays d'origine :  Suisse
- Langue originale : français
- Format : 1.78, couleur, Dolby 5.1
- Genre : documentaire
- Durée : 101 minutes
- Sortie au cinéma :
  -  Suisse : 3 septembre 2014
  -  France : 4 mars 2015

## Production

### Contexte

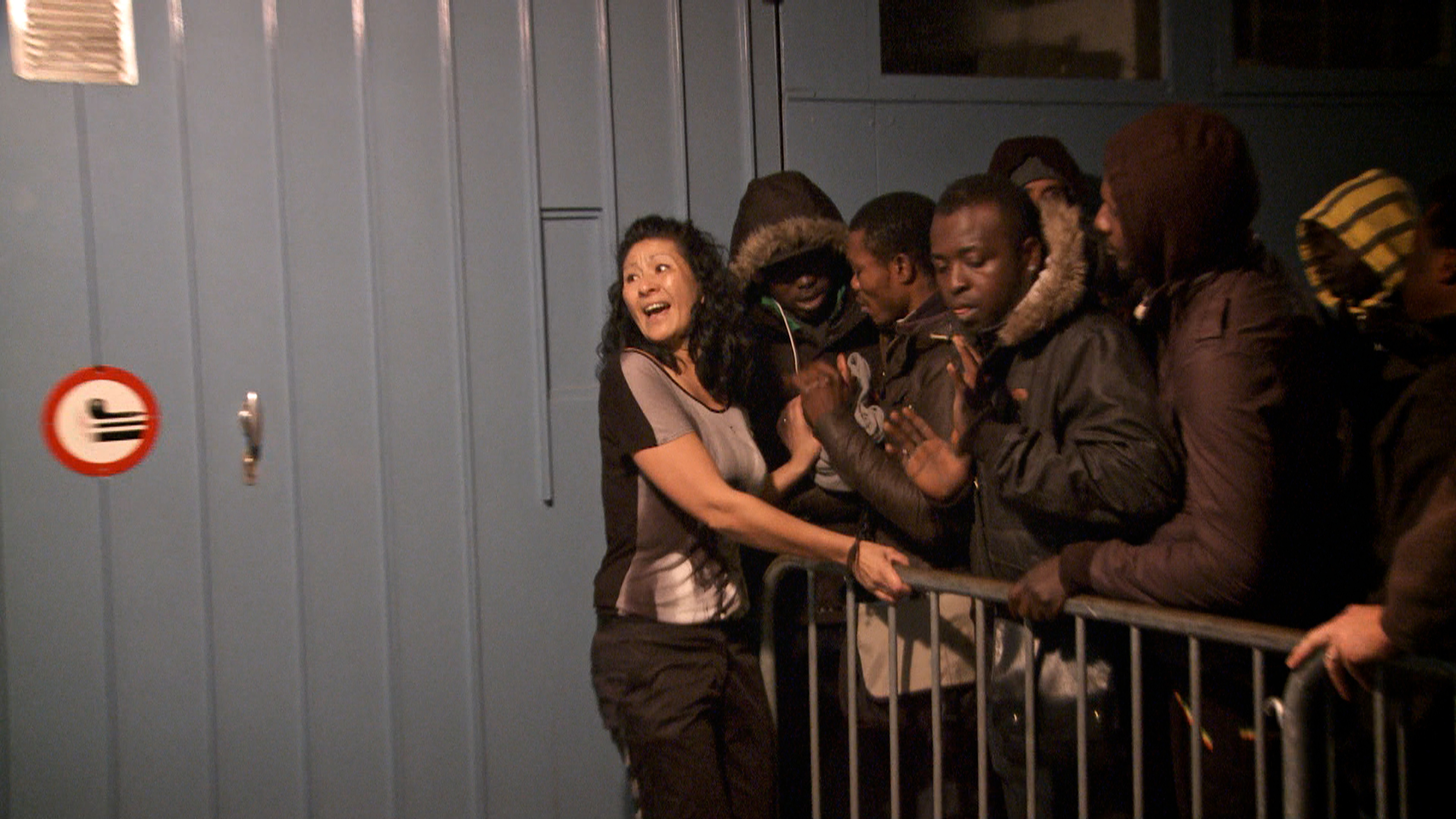
Une veilleuse essaie de contenir les sans-abri.

Au cours de l'hiver 1992, la Ville de Lausanne ouvre pour la première fois une structure d’accueil de nuit, afin de faire face à une augmentation du nombre de sans-abri. La Suisse subit de plein fouet la récession et, dans le pays du plein-emploi, le mot chômage apparaît dans le vocabulaire courant. Dans l’Europe entière, une crise économique durable s’installe. Dans un rapport de 1993, la Municipalité déclarait que «la présence à Lausanne de sans-abri ne constitue pas un phénomène nouveau. Ce mode de vie a représenté un choix existentiel plus ou moins consenti pour une minorité d’individus incapables de – ou ne désirant pas – s’insérer dans la société. Ce phénomène semble s’étendre et toucher des personnes pour lesquelles il ne constitue plus un choix délibéré, mais bel et bien l’expression d’une exclusion sociale». Lausanne développe deux premières structures nocturnes d’hébergement d’urgence, un filet social qui doit permette à une population locale précarisée de trouver une solution temporaire de logement.  
La ligne de la Ville est claire: «Personne ne doit dormir dehors ». Les moyens mis en œuvre visent à offrir une roue de secours aux résidents locaux se retrouvant à la rue, avant qu'ils soient pris en charge de manière plus adéquate par les services sociaux. Les règles de fonctionnement qui régissent la vie de ces logements d’urgence sont strictes et n’ont presque pas changé depuis le début: l’hébergement n’est pas garanti car il dépend des places disponibles; la priorité est donnée aux personnes établies officiellement sur le canton de Vaud; aucune réservation n’est possible et il faut s’inscrire chaque soir; une structure d’accueil ne peut devenir un logement fixe et aucun effet personnel ne doit être laissé pendant la journée; le nombre de nuitées maximum par centre est de quinze par mois. Mis à part quelques récalcitrants difficiles à réinsérer dans une norme sociale, il s’est vite avéré que la majorité des usagers des structures d’urgence n’étaient pas des gens du pays, mais des étrangers de passage. Pour ces nouveaux vagabonds, de plus en plus nombreux, ces abris d’urgences sont devenus un réel mode de vie. La détérioration économique et sociale dans le monde, assortie de conditions politiques difficiles et de nombreux conflits, contribue à augmenter les flux migratoires. 

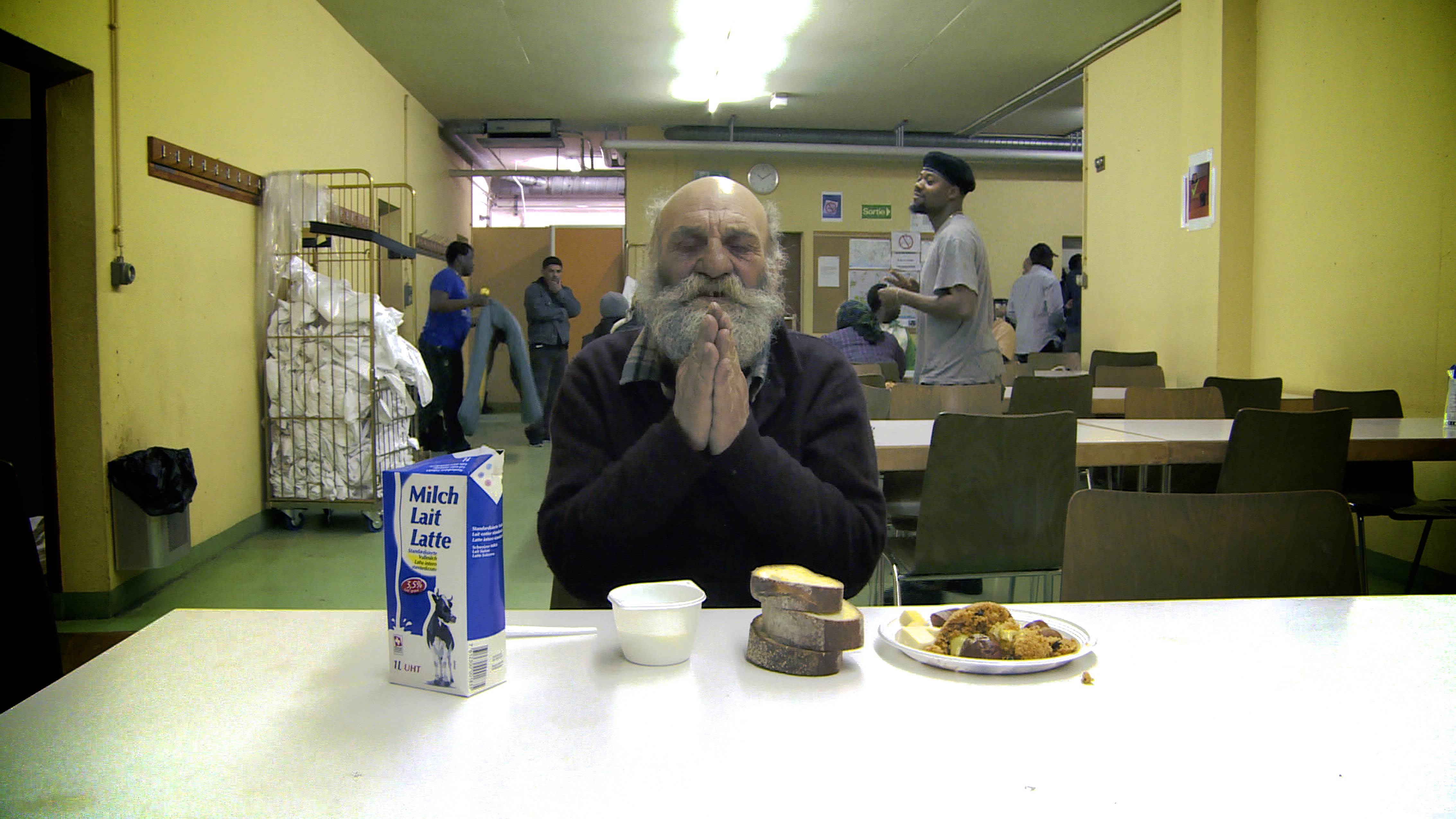
Le sans-abri Dimitri bénit son repas.

À la suite de la découverte d'une personne morte de froid dans la rue, une troisième structure d’urgence saisonnière de 50 places est ouverte en 2001. Vingt ans après leur ouverture, les trois structures à Lausanne, qui offrent 57 places l’été et 107 places pendant l’hiver, sont engorgées. Le nombre de sans-abri n’a cessé de croître et, en 2011, on y a comptabilisé 26 224 nuitées et 8 767 refus par manque de place. Une fois les structures d’urgence remplies, sur une moyenne quotidienne de 200 sans-abri, le calcul est simple : en été, 150 personnes dorment dehors et en hiver, ils sont une centaine à lutter contre le froid. Ils vont alors s’évanouir dans la nuit à la recherche d’un abri de fortune tels que parking, toilettes publiques ou escalier d’immeuble. 
Les trois structures d'urgence lausannoise ont atteint leur limite d’accueil, malgré le fait qu’elles ont plus que doublé leur capacité au fil des années. Chaque soir, leur personnel est amené à sélectionner les bénéficiaires qui recevront un lit. La priorité est donnée aux personnes résidant dans le canton, puis aux femmes, aux enfants et aux personnes les plus vulnérables. Les pères et les fils majeurs sont séparés de leur famille au moment du tri. Pour les places restantes, un quota par ethnie est généralement appliqué. La Municipalité, en majorité à gauche a choisi le statu quo en matière d'offre d’accueil d’urgence. Jean-Christophe Bourquin, municipal socialiste, assume : « Lausanne fait déjà beaucoup pour accueillir les sans-abri. Il n’y a pas de consensus politique pour étendre l’offre. D’ailleurs ceux qui ne trouvent pas de place dans un abri sont souvent des jeunes hommes en bonne santé qui ont choisi de venir ici ». Lausanne a adopté l’argument de l’"appel d’air" qui pourrait compromettre son fragile équilibre. En bridant volontairement l’accueil d’urgence, les autorités cherchent à décourager ces migrants sans-abri et les faire partir : « Mettre plus de lits à disposition attirerait une population plus nombreuse et venant de plus loin, estime Michel Cornut, chef du Service social lausannois. Il nous manquerait donc toujours des lits ».
Le journaliste Matthieu Loewer du Courrier considère que cette « barque à moitié pleine (l'endroit pourrait abriter 100 personnes), ce bunker de la protection civile se profile en métaphore parfaite d’une Suisse à la porte entrouverte qui craint l’« immigration massive ». Et le tri opéré à l’entrée, comme devant une boîte de nuit, reflète la politique d’asile très sélective à nos frontières. Au-delà de l’exemple lausannois ou helvétique, « L’Abri » soulève ainsi des questions de société déployées dans toute leur complexité. Préférant jouer la carte de l’humour que celle de l’émotion, il met surtout nombre de préjugés, à l’épreuve du réel. Et s’impose dès lors, selon le vœu de son auteur, comme une œuvre « d’utilité publique ».

### Protagonistes

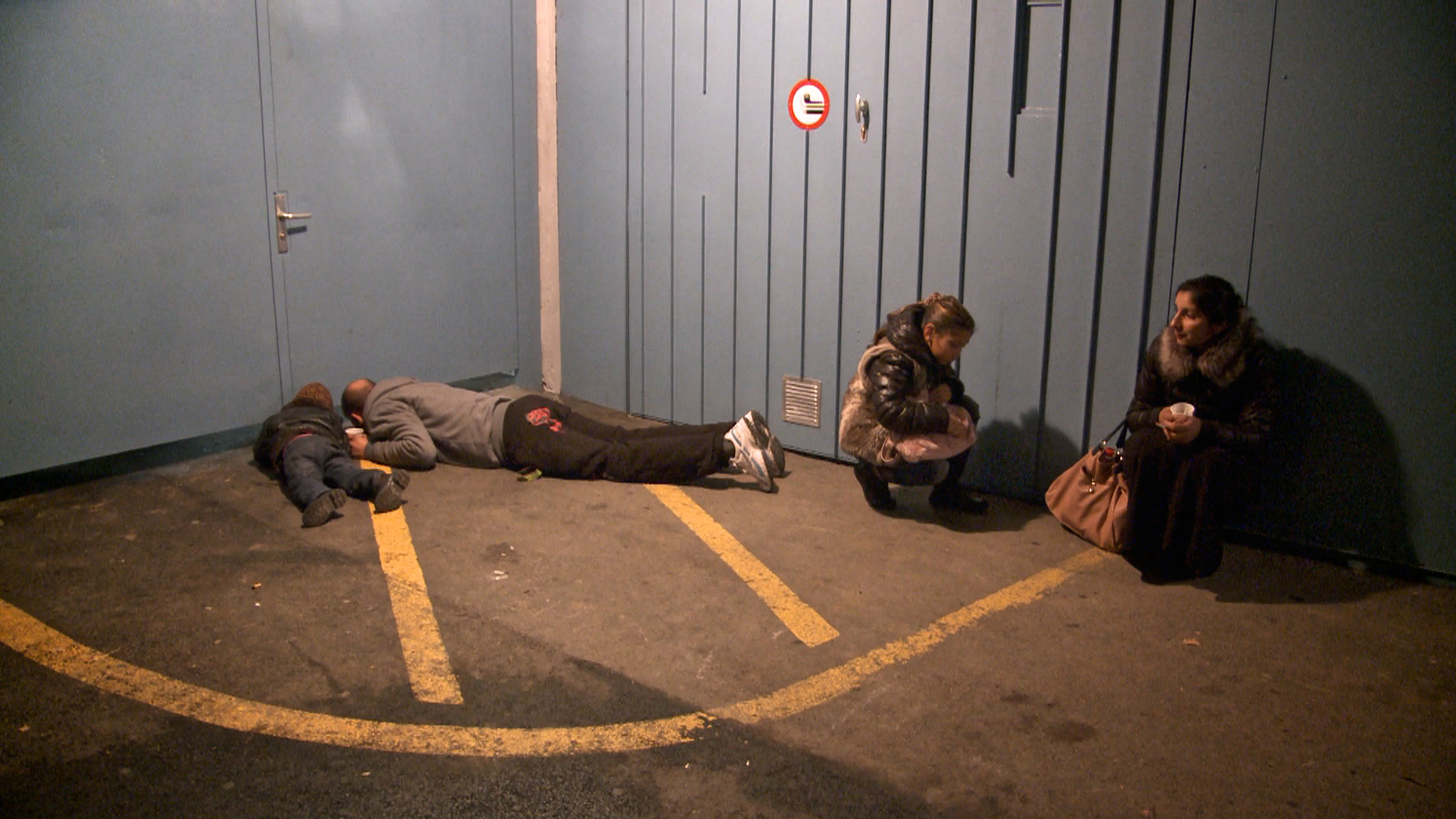
Bîrta et sa famille espèrent encore entrer à l'Abri.

Fernand Melgar a rencontré beaucoup de Roms, en particulier des femmes et des enfants en grande difficulté économique. Ces derniers ne vont pas à l'école. « Le soir ils dorment dans un abri PCi ou dans une voiture. Ils ne se couchent pas avant minuit, et doivent être debout à 6 h. Je les ai souvent vus tomber de fatigue, c'est donc pour eux impossible de suivre une scolarité normale » regrette le réalisateur. La majorité vivent de la mendicité car Lausanne est une des rares villes de Suisse romande qui l'autorise. D'autres familles viennent d'Espagne ou du Portugal, fuyant la crise économique qui sévit depuis 2008. « Il suffit de regarder la carte du chômage en Europe. Elles viennent ici car c’est l’un des derniers endroits où elles ont bon espoir de trouver du travail, et d’ailleurs beaucoup en trouvent, sinon elles ne viendraient pas. Ces gens ne sont pas ici pour demander la charité, commente Fernand Melgar. À la suite de l'explosion de la bulle immobilière, de nombreuses personnes quittent la péninsule ibérique. « On m’a souvent décrit des situations proches de l’émeute urbaine, surtout dans le sud de l’Espagne, où le chômage atteint 60% par endroits chez les jeunes. On m’a parlé de suicides, d’expropriations. La situation est intenable. Beaucoup laissent tout derrière eux, font le plein de leur voiture, et partent en tentant un coup de poker.» Les autorités lausannoises semblent prises au dépourvu  sur la manière de prendre en charge ces immigrés européens. Les communautés espagnoles et portugaises établies en Suisse depuis une, deux voire trois générations ne se mobilisent pas envers leurs compatriotes. Fernand Melgar, fils d'immigrés espagnols, constate: « Ceux qui sont établis ici préfèrent généralement fermer la porte derrière eux. Ils se sont fait une place et ne veulent pas la perdre. Les secundos ont l’impression d’être au bord de la barque, et se sentent menacés d’à leur tour tomber à l’eau. Du coup, ils réagissent assez violemment, en votant MCG par exemple ». François Barras du 24 Heures écrit que « entre ceux qui restent dehors, les élus qui reçoivent soupe et matelas et les travailleurs sociaux contraints d’imposer une hiérarchie à la misère, Melgar ne filme que des victimes. Celles d’un système imparfait, dont les laissés-pour-compte font le décor souterrain de nos villes. Sans angélisme ni posture moralisatrice, le cinéaste fixe sur l’écran cette équation jamais résolue que chacun préfère oublier. Soudain, la sidération de cet émigré du Sénégal devant la charité si parcimonieuse du «pays de Rolex» devient la nôtre ».

### Tournage

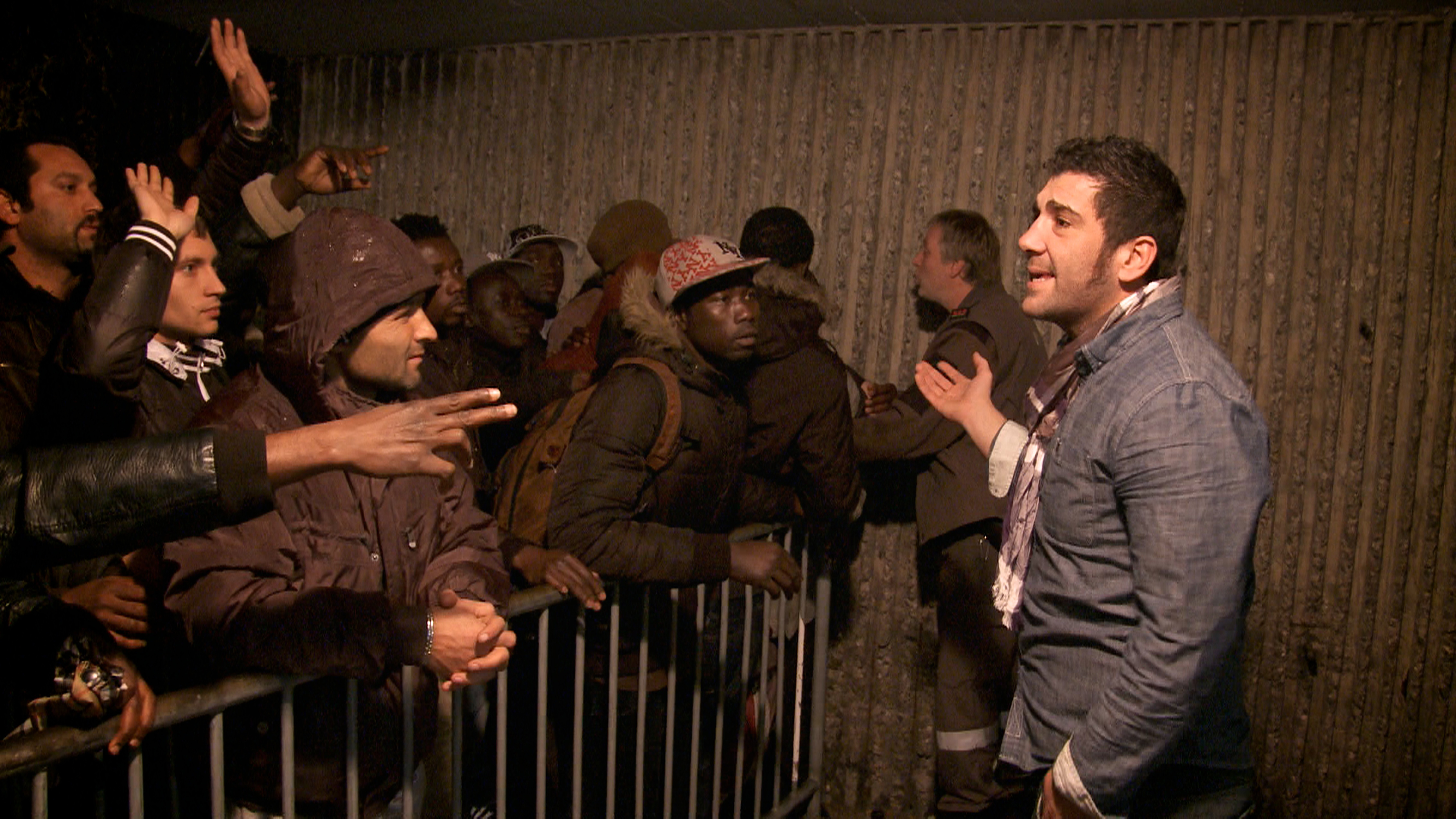
Le veilleur José ne sait plus qui choisir.

Le tournage commence le 16 novembre 2012 à l'Abri PC de la Vallée de la Jeunesse à Lausanne et se termine le 22 avril 2013. Quelques scènes sont tournées à l'ancien Espace Mozaïk au Flon, au bureau des réservations du Service social et dans la ligne M2 du métro de Lausanne. « Avant de tourner, nous avons fait six mois de repérages, indique le réalisateur. Nous devions convaincre les usagers de l'Abri ». Pour la première fois, Fernand Melgar tient la caméra pour la totalité du film. Il est accompagné de la preneuse de son : « La confiance est si fragile que nous fonctionnons avec une équipe réduite ». Les réactions devant l'objectif sont diverses. Quelques-uns sourient au cinéaste, d’autres évitent la caméra, la plupart n’y prennent plus garde. Au fil des mois, les sans-abri ont eu le temps de se familiariser à la présence de Fernand Melgar. « Ça ne me gêne pas qu’il me filme, explique Amadou, un Espagnol de 35 ans. Il m’a bien expliqué ce qu’il voulait faire. Je pense que montrer notre situation peut aider ».  Le réalisateur a aussi convaincu les veilleurs de l’abri de participer au film. « Je regarde des deux côtés : celui des usagers mais aussi celui des surveillants, explique Fernand Melgar. Certaines nuits, je suis resté dehors avec les personnes qui n’avaient pas pu rentrer dans l’abri. D’autres soirs, je suis resté à l’intérieur pour suivre le travail des employés ». Stéphane Gobbo de L'Hebdo analyse que « l’intérêt des films de Melgar, qui sont ce que l’on appelle, en opposition aux reportages, des documentaires de création : le spectateur est libre de ses interprétations. Reste que, dans le cinéma dit du réel comme dans la fiction, l’objectivité́ n’existe pas. Derrière chaque film, il y a un regard. Et disons que celui du Lausannois est pour le moins critique. On sent constamment que derrière Melgar le cinéaste se cache Fernand l’humaniste. Cinéaste citoyen, cinéaste militant, cinéaste humaniste: peu importent les étiquettes. Fernand Melgar est avant tout un cinéaste essentiel ».

## Accueil

### Critique positive
Le film est présenté en première mondiale le 10 août 2014 au 67e Festival du film de Locarno. Lors de la table ronde "Rendez-vous du cinéma suisse 2014" organisée par Swissfilms à Locarno, Thierry Mélanger des Cahiers du Cinéma juge que c'est « Un film puissant et intelligent construit comme une métaphore de la Suisse mais aussi de notre société en général qui tente impitoyablement de nous tenir à l'écart de la misère du monde. Un chef d’oeuvre à ne pas manquer » et pour Sandrine Marques du Monde « un engagement total du cinéaste donne à L’Abri un souffle humaniste hors du commun ». 

### Polémique

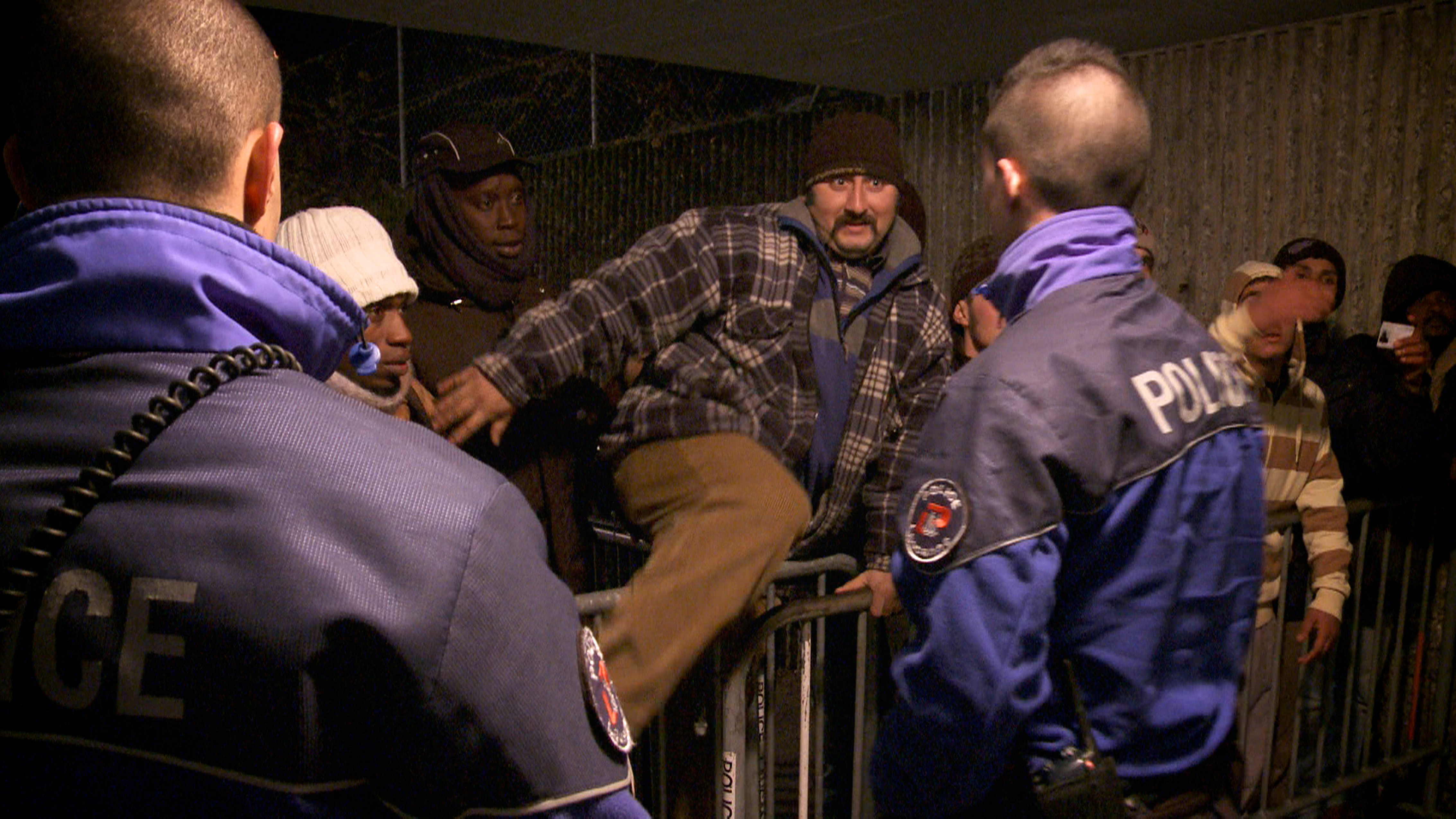
Un sans-abri tente de forcer le passage face aux policiers.

À la sortie du film, le municipal lausannois chargé de la Cohésion sociale Oscar Tosato est fortement critiqué pour sa politique envers les sans-abri. Les Lausannois découvrent avec stupeur la sélection qui se joue chaque soir à la porte de l'Abri PC par les veilleurs qui doivent choisir lesquels dormiront au chaud et ceux qui resteront dehors. Au cours du tournage, le Service social de la ville a introduit un système de carte qui permet aux sans-abri de savoir dès le matin s'ils auront un lit ou non. Mais la demande semble ne jamais se tarir et le problème persiste. « Ce film montre différentes facettes de la gestion d’un abri et le travail essentiel des veilleurs, réagit Oscar Tosato. Ils assument aussi bien les questions d’organisation, d’intendance que celles relatives à l’animation. Ils doivent de plus favoriser les contacts, créer des liens sociaux, cela après avoir dû, parfois, refuser très durement des personnes à l’entrée ». La dureté de cette situation laisse à penser que la création de lits supplémentaires pourrait être la solution. Comment Lausanne, ville de gauche, laisse des personnes dormir dehors? «On peut critiquer cet état de fait, dit le municipal. Mais il faut aussi reconnaître que les refus sont liés au fait qu’il existe une offre, que Lausanne est fière de proposer, et j’en appelle à d’autres collectivités pour mettre en place ce type d’aide pour les migrants de passage ». En Suisse romande, seules Lausanne et Genève proposent ce type d’accueil d’urgence. Mais Oscar Tosato ne croit pas à une augmentation de lit. « Nous avions tenté de trouver une solution pour les Roms en tolérant l’occupation de locaux, ce qui a augmenté de 65 le nombre de lits, raconte-t-il. Cela n’a pas supprimé la barrière à l’entrée de l’abri : il y aura toujours quelques personnes de trop et toutes les démarches n’y changent rien ».

## Distinctions
- 2014 : Mention spéciale Cinema e Gioventù au Festival du film de Locarno ;
- 2014 : Giraldillo d'Argent – Nuevas Olas Fiction / Nonfiction au Sevilla European Film Festival[28] ;
- 2014 : Grand prix Rosario Valpuesta au Sevilla European Film Festival[29] ;
- 2014 : Prix de la ville d'Amiens au Festival International du Film d'Amiens[30] ;
- 2015 : Prix du Jury "Hors-les-Murs" au FIFDH, Genève[31] ;
- 2015 : Grand prix à Europe Orient Documentary Film Festival, Tanger[32] ;
- 2015 : Mention spéciale du jury au Festival des Libertés, Bruxelles[33] ;
- 2016 : 3e prix documentaire aux Internationales Filmwochenende Würzburg[34] ;
- 2016 : Grand prix au Ceme Doc, Mexico[35].